# Пећинска хијена
Пећинска хијена (лат. Crocuta crocuta spelaea) је праисторијска изумрла подврста пегаве хијене. Насељавала је простор од Иберијског полуострва до источног Сибира.

## Опис
Била је већег раста од савремене хијене. Хранила се лешевима других животиња, што се закључује по костима на којима су откривени трагови зуба. Често се јавља у пећинама у којима је доминантан пећински медвед, али са мањим бројем остатака.